# Glass no Hana to Kowasu Sekai
Glass no Hana to Kowasu Sekai (ガラスの花と壊す世界, lit. "A Flor Vítrea e o Mundo em Destruição") é um filme de animação japonês, realizado por Masashi Ishihama, escrito por Fumihiko Shimo e produzido pelo estúdio A-1 Pictures. Estreou-se no Japão a 9 de janeiro de 2016, e nos países lusófonos a 16 de janeiro do mesmo ano, pela Crunchyroll. Nos países anglófonos foi originalmente intitulado Vitreous Flower & Destroy the World, mas acabou sendo alterado para Garakowa -Restore the World-, no dia 2 de julho de 2015.

## Elenco
- Yumiri Hanamori como Remo
- Risa Taneda como Dual
- Ayane Sakura como Dorothy
- Ai Kayano como Sumire